# Gradina (tvrđava u Drnišu)
Tvrđava Gradina smještena je na vrhu kanjona, zauzimajući dominantan položaj na desnoj obali rijeke Čikole u gradu Drnišu. Upisana je u Registar kulturnih dobara Republike Hrvatske kao zaštićeno kulturno dobro pod brojem Z-2052.
Izgrađena je u 14. stoljeću, vjerojatno za vrijeme Nelipića, a tijekom vladavine Osmanlija je preuređivana i nadograđivana. Zidovi su raspoređeni oko središnje visoke okrugle kule. Na lokaciji tvrđave, gotovo kontinuirano, zastupljena su sva povijesna razdoblja do kraja 19. stoljeća, kada je tvrđava izgubila svoj značaj u Austro-Ugarskoj Monarhiji. Očuvani dijelovi današnje tvrđave uključuju ostatke srednjovjekovne tvrđave na jugu (u vlasništvu Nelipića), dok su centralna kula i sjeveroistočni bedem ostaci iz osmanskih vremena. Nakon oslobođenja Drniša od Osmanlija, mletački general Leonardo Foscolo naredio je razaranje drniške tvrđave, no ubrzo su je ponovno obnovili jer je sve do 1715. g. postojala stalne opasnosti od osmanskih napada.